# Santa Maria de Pradell
Santa Maria de Pradell és una església de Pradell, al municipi de Preixens (Noguera) protegida com a Bé Cultural d'Interès Local.

## Descripció
L'església parroquial de Pradell de Sió, dedicada a la Mare de Déu de l'Assumpció, està ubicada just al costat del castell, a la part superior del nucli de Pradell i al costat de la plaça de l'Abadia.
Es tracta d'un edifici senzill de petites dimensions i amb una coberta de teula àrab de dos aiguavessos amb el carener paral·lel a la façana principal. Presenta, adossat, un campanar de secció quadrada i obertures d'arc de mig, amb una coberta de teula àrab a quatre vents i un ràfec amb una filera d'imbricacions. La façana principal de l'església és austera, amb un sol eix de composició vertical centrat constituït per una portada d'arc a nivell amb una llinda senzilla de pedra i un petit òcul a la part superior. El parament és fet amb filades horitzontals de carreus més o menys regulars i escairats.

## Història
L'església apareix documentada el 1172 en la publicació sacramental del testament de Bertran de Preixens. No obstant això, l'actual temple és de factura moderna i es creu que fou construït sobre l'original romànic. De fet, quan l'any 1738 el castell de Pradell fou reconvertit en habitatge particular s'inicià la construcció de l'actual església.